# 額我略六世
額我略六世（拉丁語：Gregorius PP. VI；？—1048年）本名若望·格拉齊亞諾（Giovanni Graziano），於羅馬出生，1045年5月1日至1046年12月20日岀任教宗。
擔任教宗前他原先是拉丁門前聖若望聖殿的首席司鐸，在品格上擁有極高的聲望。同時他也是本篤九世的代父。因此可見他上任前就擁有極高的影響力。當本篤九世試圖結婚而打算放棄教宗職務時，額我略六世以一筆龐大的資金為代價獲得了教宗職位的繼承權。
由於當時的羅馬教會正陷入大型的權爭中，本篤九世在賣出職務前就曾經被教宗西爾維斯特三世趕下台，後來才成功復辟為教宗。西爾維斯特三世雖然在權爭中落敗了，但依然保留著其勢力。因此接掌宗座的額我略六世首先面對的就是意圖復位的西爾維斯特三世及其人馬。但本篤九世才離開教座沒多久，又對自己出賣職位的行為反悔，回到羅馬想爭回權位。
這時神聖羅馬帝國皇帝亨利三世為了穩固對教會的掌控並解決當時的教會權爭，以涉及買賣聖職為由要求他下台，並拱克勉二世接任此職。
爾後額我略六世則接受德皇的庇護，直到他死亡。

## 譯名列表
- 額我略六世：天主教香港教區禮儀委員會：禧年專頁 （页面存档备份，存于）作額我略。
- 國瑞六世：香港天主教教區檔案　歷任教宗作國瑞。
- 格列高列六世：《大英簡明百科知識庫》2005年版[]作格列高列。
- 格雷戈里六世：《世界人名翻譯大辭典》1993年版作格雷戈里。
- 格列哥里六世：國立編譯舘作格列哥里。